# Karel Zeefuik
Karel Zeefuik (Paramaribo, 15 februari 1934 - 27 februari 2020) was een Surinaams predikant, voetballer, scheidsrechter en parlementslid.

## Biografie
Karel Zeefuik was een broer van de voetballer en scheidsrechter Orlando Zeefuik en vader van vier dochters, onder wie de zangeres Denise Jannah, 
Hij was predikant voor de Evangelische Broedergemeente Suriname en slaagde in 1964 voor zijn doctorandus-titel in theologie. Hierna schreef hij een proefschrift met de titel Herrnhutter zending en Haagsche Maatschappij, 1828-1867: Een hoofdstuk uit de geschiedenis van de zending en emancipatie in Suriname. Hierop promoveerde hij in 1973 in de godgeleerdheid aan de Universiteit Utrecht. Hij was een van de auteurs van de in 1977 verschenen Encyclopedie van Suriname.
Ondertussen stichtte hij in 1966 het Surinaams Bijbel Comité, de voorloper van het Surinaams Bijbelgenootschap, met het doel Bijbels te distribueren. Hiervoor was hij ook bestuurslid.
Daarnaast was hij voetballer voor Sportcentrum Plein van 12 mei, een club die meerdere topsporters heeft voortgebracht. Daarna speelde hij voor SV Transvaal. Net als zijn broer Orlando, werd hij later scheidsrechter. Later maakte hij tot 2013 deel uit van het tuchtcollege van de SVB, in de rol voorzitter.
Voor de Nationale Partij Suriname was hij jarenlang predikant. Bij de verkiezingen van 1977 werd hij verkozen tot parlementslid. Ook zat hij eind jaren negentig voor deze partij in de Staatsraad.